# 下村健二
下村 健二（しもむら けんじ、1902年9月20日 - 1993年2月）は、日本の映画監督、脚本家、撮影技師、編集技師である。本名は村岡 健治（むらおか けんじ）。
同時代に活動した下村兼史（1903年 - 1967年）、撮影技師の下村晴夫（生没年不詳）とは別人である。

## 人物・来歴

### 撮影技師から監督への転身
1902年（明治35年）9月20日、京都府加佐郡河守町（現在の同府福知山市大江町河守）に生まれる。
当初は作家志望であったが、満19歳を迎える1921年（大正10年）に帝国キネマ演芸に入社、大阪の小坂撮影所技術部に配属される。翌1922年（大正11年）10月20日に公開された『良弁杉』（監督中川紫朗）では、同作の撮影技師・大森勝（1897年 - 1991年）のチーフ助手としてクレジットされているが、同作は下村が関わった作品のうち現存する最古の作品である。1924年（大正13年）6月26日に公開された『天王寺の切腹』（監督中川紫朗）で撮影技師に昇進する。1925年（大正14年）の同社内での内紛では、石井虎松サイドにおり、芦屋撮影所を独立させたアシヤ映画製作所で製作に携わる。内紛決着後は芦屋撮影所に復帰するが、翌1926年（大正15年）には東亜キネマに移籍、等持院撮影所に一足先に移籍していた長尾史録と再びタッグを組み、引き続き撮影技師を務める。
1927年（昭和2年）には市川右太衛門が設立した市川右太衛門プロダクションに移籍、奈良のあやめ池撮影所では撮影技師をメインにしていたが、脚本部に所属したという。翌1928年（昭和3年）には奈良の中川映画製作所を根拠地として谷崎十郎が設立した谷崎十郎プロダクション（のちのヤマト映画製作所あるいは関西映画社、代表・川西康雄）に移籍、技術部・監督部に籍を置き、同年3月17日に公開された谷崎十郎の主演作『漂泊の剣士』に自らのオリジナルシナリオで監督としてデビューした。当時は、あやめ池に近い奈良市奥芝町に居を構えていた。『日本映画俳優名鑑 昭和四年版』によれば、当時青年期の下村の身長は5尺2寸（約158センチメートル）、体重は14貫（52.5 キログラム）、趣味は文学と音楽だったという。1929年（昭和4年）には牧野省三存命中のマキノ・プロダクション傘下の勝見庸太郎プロダクションに移籍、牧野省三没後の1930年（昭和5年）にはマキノプロダクション御室撮影所でいずれも撮影技師を務めている。1931年（昭和6年）には、小説『伝五左といふ男』を執筆して第9回サンデー毎日大衆文芸に応募し、佳作に残った。同年後半には、同社から独立して奈良に撮影所を築いた月形龍之介に同行、月形プロダクション（第二次）の第1作『舶来文明街』（監督冬島泰三）の撮影技師を務め、同作は同年11月1日に公開されて、同年度のキネマ旬報ベストテン第5位を受賞した。同社の第2作を待たずに、川西康雄の関西映画社が製作した『北満の血戦』で3年ぶりに監督業に復帰した。同作は同年12月24日に公開されたが、翌1932年（昭和7年）には市川右太衛門プロダクションに復帰し、1934年（昭和9年）2月8日に公開された『仇討土人形』（監督古野英治）までは、みたび撮影技師に戻った。同年2月1日に公開された実川童主演の同社第二部作品『大久保彦左衛門』で監督に返り咲いたが、同年、同社を退社した。
1935年（昭和10年）2月に設立された極東映画に移籍、当時同社は御室撮影所を仮撮影所にしていたが、同年4月29日、兵庫県西宮市甲陽園の甲陽撮影所に移転し、監督業に専念する。翌1936年（昭和11年）、撮影所を甲陽園から大阪府南河内郡古市町白鳥園（現在の羽曳野市翠鳥園）へと移転したとき、俳優の羅門光三郎、市川寿三郎、綾小路絃三郎ら、監督の園池成男こと古海卓二、児井秀男（のちの児井英生）とともに甲陽園に残留、甲陽映画を設立した。甲陽映画ではひきつづき監督業に専念することができたが、同社の製作物の配給を行っていた千鳥興行が同年秋には資金ショートを起こし、千鳥興行が同様に配給・興行を行っていたマキノ正博のマキノ・トーキー製作所が自主配給を開始するとともに、甲陽映画の作品もあわせて配給を請け負った。下村が監督した『どくろ大明 第一篇』がマキノトーキー配給による第1回作品で、同年10月1日に公開された。1937年（昭和12年）4月にはマキノ・トーキー製作所が解散、甲陽映画はマキノ一家の今井理輔を擁立して今井映画製作所へと転身、製作拠点も甲陽撮影所から太秦帷子ヶ辻のマキノトーキー跡地（現在の松竹京都撮影所）に移転、同社の機材を活用してトーキー製作を開始、配給は東宝映画が請け負った。岸松雄（1906年 - 1985年）によれば、同社では総務担当も兼務していたという。今井映画製作所も1938年（昭和13年）春には解散、下村は東宝映画京都撮影所に移籍、森野鍛冶哉・高勢実乗を主演に迎えた喜劇映画『絵本五十三次』（脚本小林正）を監督、同作は同年9月7日に公開されたが、同作を最後に、下村は劇映画の現場を離れた。

### 文化映画の世界へ
東宝映画に残留した下村であったが、1940年（昭和15年）、同社文化映画部へ配転された。同年10月17日に公開された『貝塚』では、瀬川順一（1914年 - 1995年）が撮影技師としてデビューしている。1942年（昭和17年）、『法隆寺』で中央文化賞を受賞した。
1945年（昭和20年）8月15日、第二次世界大戦が終結、翌1946年（昭和21年）、日本映画社を退社してフリーランスになる。1956年（昭和31年）に発表した『志野 陶匠荒川豊蔵』が、同年度の毎日映画コンクール教育文化映画賞を受賞した。1970年（昭和45年）以降は「下村プロダクション」を構え、製作・監督・脚本・撮影を兼務した。京都市北区の北大路通近辺の自宅のほか、東京・下北沢のモダンなアパートメントハウスとして知られた「秀楽園」に事務所を構えていたという。御荘金吾（1908年 - 1985年）によれば、下村は古書画や浮世絵にも造詣が深く、1977年（昭和52年）の「川上音二郎・貞奴展」で展示された川上音二郎の書簡にまつわり、宛先の野村芳国が野村芳亭の実父であり、野村芳太郎の祖父であることを指摘し、柳永二郎や岡部龍らを感嘆させたという。岸松雄によれば「ハニカミ屋で、あまり人とつきあいたがらない性質」「温厚寡黙、決して敵をつくらない人」であったという。上野耕三（1908年 - 1981年）は「戦前『法隆寺』とか戦後は『芭蕉』とか、歴史もののいい作品を作った人」と回想する。門下に藤原智子（1932年 - ）らがいる。
1993年（平成5年）2月、京都府京都市で死去した。満90歳没。

## フィルモグラフィ
特筆以外すべてのクレジットは「監督」である。東京国立近代美術館フィルムセンター（NFC）等の所蔵・現存状況についても記す。

### 1920年代
- 『良弁杉』 : 監督中川紫郎、撮影大森勝、助監督広瀬五郎、主演嵐璃徳、製作・配給帝国キネマ、1922年10月20日公開 - 撮影助手、68分の上映用プリントをNFCが所蔵[12]
- 『天王寺の切腹』 : 監督中川紫朗、原作熊野八洲、脚本松屋春翠、主演嵐璃徳、製作帝国キネマ小坂撮影所、配給帝国キネマ、1924年6月26日公開 - 撮影
- 『髑髏の印籠』 : 監督古海卓二、脚本・主演市川幡谷、製作帝国キネマ小坂撮影所、配給帝国キネマ、1924年11月13日公開 - 撮影
- 『山』 : 監督松本英一、脚本佐藤青秋、主演里見明・沢蘭子、製作帝国キネマ芦屋撮影所、配給帝国キネマ、1924年11月20日公開 - 撮影
- 『運命の孤児』 : 監督深川ひさし、脚本清水秀、主演歌川八重子、製作・配給帝国キネマ、1925年1月28日公開 - 撮影
- 『長兵衛売出す 前篇』 : 監督長尾史録、脚本松屋春翠、主演市川百々之助、製作・配給アシヤ映画製作所、1925年4月1日公開 - 撮影
- 『大熊小熊』 : 監督長尾史録、脚本松屋春翠、主演海山政五郎、製作・配給アシヤ映画製作所、1925年4月8日公開 - 撮影
- 『長兵衛売出す 後篇』 : 監督長尾史録、脚本松屋春翠、主演市川百々之助、製作・配給アシヤ映画製作所、1925年4月8日公開 - 撮影
- 『桐野利秋』 : 監督長尾史録、原作・脚本小国比沙志、主演市川百々之助、製作・配給アシヤ映画製作所、1925年4月23日公開 - 撮影
- 『赤格子と六三』 : 監督・脚本長尾史録、主演市川百々之助、製作・配給アシヤ映画製作所、1925年5月28日公開 - 撮影
- 『若き日の忠治』 : 監督長尾史録、脚本佃血秋、主演市川百々之助、製作・配給アシヤ映画製作所、1925年6月18日公開 - 撮影、1分の上映用プリント断片をNFCが所蔵[12]
- 『稲妻小僧 前篇』 : 監督長尾史録、原作・脚本小国比沙志、主演市川百々之助、製作・配給アシヤ映画製作所、1925年7月8日公開 - 撮影
- 『稲妻小僧 後篇』 : 監督長尾史録、原作・脚本小国比沙志、主演市川百々之助、製作・配給アシヤ映画製作所、1925年7月15日公開 - 撮影
- 『稲妻小僧 終篇』 : 監督長尾史録、原作・脚本小国比沙志、主演市川百々之助、製作・配給アシヤ映画製作所、1925年8月6日公開 - 撮影
- 『松平長七郎 前篇』 : 監督長尾史録、原作・脚本鈴木史郎、主演市川百々之助、製作帝国キネマ芦屋撮影所、配給帝国キネマ、1925年9月10日公開 - 撮影
- 『青年万歳』 : 監督古海卓二、脚本内田徳司、主演里見明、製作帝国キネマ芦屋撮影所、配給帝国キネマ、1925年9月17日公開 - 撮影
- 『野狐三次 前篇』 : 監督佐藤樹一路、脚本木村一馬、主演市川百々之助、製作帝国キネマ芦屋撮影所、配給帝国キネマ、1925年11月12日公開 - 撮影
- 『因果の酒』 : 監督松本英一、主演高堂国典、製作帝国キネマ芦屋撮影所、配給帝国キネマ、1925年11月15日公開 - 撮影
- 『野狐三次 後篇』 : 監督佐藤樹一路、脚本木村一馬、主演市川百々之助、製作帝国キネマ芦屋撮影所、配給帝国キネマ、1925年11月19日公開 - 撮影
- 『失霊術』 : 監督松本英一、脚本小滝すみ子、主演里見明、製作帝国キネマ芦屋撮影所、配給帝国キネマ、1925年11月22日公開 - 撮影
- 『暁』 : 監督・脚本松本英一、主演高堂国典、製作帝国キネマ芦屋撮影所、配給帝国キネマ、1925年公開 - 撮影
- 『女神の像』 : 監督佐藤樹一路、原作・脚本木村一馬、主演松本泰輔、製作帝国キネマ芦屋撮影所、配給帝国キネマ、1926年1月10日公開 - 撮影
- 『戦魔袈裟頭巾 前篇』 : 監督長尾史録、原作・脚本島森竜彦、主演市川小文治、製作東亜キネマ等持院撮影所、配給東亜キネマ、1926年2月28日公開 - 撮影
- 『戦魔袈裟頭巾 中篇』 : 監督長尾史録、原作・脚本島森竜彦、主演市川小文治、製作東亜キネマ等持院撮影所、配給東亜キネマ、1926年3月13日公開 - 撮影
- 『戦魔袈裟頭巾 後篇』 : 監督長尾史録、原作・脚本島森竜彦、主演市川小文治、製作東亜キネマ等持院撮影所、配給東亜キネマ、1926年3月20日公開 - 撮影
- 『花川戸助六』 : 監督長尾史録、原作・脚本鈴木史郎、主演阪東太郎、製作東亜キネマ等持院撮影所、配給東亜キネマ、1926年4月8日公開 - 撮影
- 『相馬大作』 : 監督長尾史録、原作・脚本松屋春翠、主演阪東太郎、製作東亜キネマ等持院撮影所、配給東亜キネマ、1926年4月29日公開 - 撮影
- 『富士に立つ影』 : 監督長尾史録、原作白井喬二、脚本松屋春翠、主演阪東太郎、製作東亜キネマ等持院撮影所、配給東亜キネマ、1926年10月1日公開 - 撮影
- 『怪讐』 : 監督長尾史録、原作・脚本鈴木四郎、主演瀬川路三郎、製作東亜キネマ等持院撮影所、配給東亜キネマ、1926年11月4日公開 - 撮影
- 『暗闇峠』 : 監督広瀬五郎、原作・脚本村田吉邦、主演瀬川路三郎、製作東亜キネマ等持院撮影所、配給東亜キネマ、1926年公開 - 撮影
- 『熊野路』 : 監督長尾史録、原作藤原忠、主演花柳紫紅、製作東亜キネマ等持院撮影所、配給東亜キネマ、1926年公開 - 撮影
- 『敵討時代』 : 監督長尾史録、原作香川草二、脚本志賀桂石、主演雲井龍之介、製作東亜キネマ等持院撮影所、配給東亜キネマ、1927年1月4日公開 - 撮影
- 『阿蘭蛇お吉』 : 監督長尾史録、原作・脚本鈴木四郎、主演原駒子、製作東亜キネマ等持院撮影所、配給東亜キネマ、1927年2月1日公開 - 撮影
- 『独眼』 : 監督長尾史録、原作・脚本鈴木史郎、主演光岡龍三郎、製作東亜キネマ等持院撮影所、配給東亜キネマ、1927年3月15日公開 - 撮影
- 『異形悲恋』 : 監督長尾史録、原作・脚本鈴木史郎、主演楠武夫・原駒子、製作東亜キネマ等持院撮影所、配給東亜キネマ、1927年公開 - 撮影
- 『侠骨漢 笑ふな金平 前篇』 : 監督押本七之助、脚本曾我正男、主演市川右太衛門、製作市川右太衛門プロダクションあやめ池撮影所、配給東亜キネマ、1927年4月29日公開 - 撮影
- 『天下無双の剣豪』 : 監督大伴麟三、主演市川右太衛門、製作市川右太衛門プロダクションあやめ池撮影所、配給東亜キネマ、1927年12月1日公開 - 撮影
- 『否通魔』 : 監督・原作・脚本小国狂二、主演谷崎十郎、製作ヤマト映画製作所、1928年1月15日公開 - 撮影
- 『修羅悪鬼』 : 監督松屋春翠、原作・脚本中村藤吉、主演谷崎十郎、製作谷崎プロダクション、1928年1月20日公開 - 撮影
- 『怪盗竜神組・電光石火篇』 : 監督・脚本松屋春翠、原作中川藤吉、主演谷崎十郎、製作ヤマト映画製作所・谷崎プロダクション、1928年2月29日公開 - 撮影

- 『漂泊の剣士』 : 撮影有吉隆一、主演谷崎十郎、製作谷崎プロダクション、1928年3月17日公開 - 監督・原作・脚本（監督デビュー作）

- 『高杉晋作』 : 監督長尾史録、原作・脚本志門達、主演市川右太衛門、製作市川右太衛門プロダクション、配給松竹キネマ、1928年12月1日公開 - 撮影
- 『円タク』 : 監督勝見正義、原作・脚本勝見黙笑、主演勝見庸太郎、製作勝見庸太郎プロダクション、配給マキノキネマ、1929年2月8日公開 - 撮影
- 『軍太万才』 : 監督・主演勝見庸太郎、原作・脚本八田尚之、製作勝見庸太郎プロダクション、配給マキノキネマ、1929年4月14日公開 - 撮影
- 『美人座』 : 監督・原作・主演勝見庸太郎、脚本八田尚之、製作勝見庸太郎プロダクション、配給マキノキネマ、1929年4月19日公開 - 撮影
- 『愚人街』 : 監督・主演勝見庸太郎、原作・脚本八田尚之、製作勝見庸太郎プロダクション、配給マキノキネマ、1929年5月10日公開 - 撮影
- 『かもめ』 : 監督・主演勝見庸太郎、原作・脚本八田尚之、製作勝見庸太郎プロダクション、配給マキノキネマ、1929年7月13日公開 - 撮影
- 『新婚脱線』 : 監督・主演勝見庸太郎、原作・脚本八田尚之、製作勝見庸太郎プロダクション、配給マキノキネマ、1929年8月30日公開 - 撮影
- 『義士外伝 馬喰の丑五郎』 : 監督・主演勝見庸太郎、製作勝見庸太郎プロダクション、配給マキノキネマ、1929年9月13日公開 - 原作・脚本・撮影
- 『悲しき童貞』 : 監督・主演勝見庸太郎、脚本八田尚之、製作勝見庸太郎プロダクション、配給マキノキネマ、1929年10月11日公開 - 撮影
- 『風来坊』 : 監督・主演勝見庸太郎、潤色・脚色志川達、製作勝見庸太郎プロダクション、配給マキノキネマ、1929年10月24日公開 - 撮影

### 1930年代
- 『夫婦』 : 監督人見吉之助、原作・脚本八田尚之、主演秋田伸一・岡島艶子、製作マキノプロダクション御室撮影所、配給マキノキネマ、1930年1月15日公開 - 撮影
- 『偽婚真婚』 : 総指揮・監督マキノ正博、監督・脚本久保為義、原作西田鶴子、主演秋田伸一、製作マキノプロダクション御室撮影所、配給マキノキネマ、1930年3月28日公開 - 撮影
- 『恋愛病者』 : 監督・原作・脚本人見吉之助、主演秋田伸一・岡島艶子、製作マキノプロダクション御室撮影所、配給マキノキネマ、1930年4月25日公開 - 撮影
- 『百パーセント結婚』 : 監督人見吉之助、原作・脚本八田尚之、主演秋田伸一・泉清子、製作マキノプロダクション御室撮影所、配給マキノキネマ、1930年6月6日公開 - 撮影
- 『メリケンジャプ』 : 監督・主演勝見庸太郎、原作・脚本八田尚之、共演英百合子、製作勝見庸太郎プロダクション、配給マキノキネマ、1930年7月1日公開 - 撮影
- 『海辺のローマンス』 : 監督・主演勝見庸太郎、原作・脚本勝見黙笑、共演若草美智子、製作勝見庸太郎プロダクション、配給マキノキネマ、1930年7月20日公開 - 撮影
- 『スヰートピー』 : 監督人見吉之助、原作・脚本八田尚之、主演秋田伸一・泉清子、製作マキノプロダクション御室撮影所、配給マキノキネマ、1930年8月22日公開 - 撮影
- 『スタヂオ殺人事件』 : 監督水上譲太郎、指導阪田重則、原作・脚本八田尚之、主演中根龍太郎、製作マキノプロダクション御室撮影所、配給マキノキネマ、1930年8月29日公開 - 大森伊八とともに撮影
- 『シボレー恋をのせて』 : 監督人見吉之助、原作・脚本八田尚之、主演中根龍太郎・砂田駒子、製作マキノプロダクション御室撮影所、配給マキノキネマ、1930年9月12日公開 - 撮影
- 『感情を遊ぶ女』 : 監督人見吉之助、原作・脚本石川孝臣、主演砂田駒子、製作マキノプロダクション御室撮影所、配給マキノキネマ、1930年11月7日公開 - 撮影
- 『真田十勇士』 : 製作マキノ正博、監督金森万象・稲葉蛟児・滝沢英輔・三上良二・久保為義、原作八田尚之、脚本藤田潤一、主演南光明、製作マキノプロダクション御室撮影所、配給マキノキネマ、1931年1月15日公開 - 松浦茂・大塚周一・木村角山・大森伊八・野村金吾とともに撮影
- 『幕末風雲記 堀新兵衛の巻 新門辰五郎の巻 清水次郎長の巻』 : 監督マキノ正博・稲葉蛟児・久保為義、脚本藤田潤一・中川信夫、主演市川米十郎、製作マキノプロダクション御室撮影所、配給マキノキネマ、1931年1月30日公開 - 大塚周一・大森伊八とともに撮影
- 『舶来文明街』 : 監督冬島泰三、原作直木三十五、脚本地上社同人、主演月形龍之介、製作月形プロダクション、配給欧米映画社、1931年11月1日公開 - 撮影（キネマ旬報ベストテン第5位受賞）

- 『北満の血戦』 : 製作川西康雄、撮影若宮広三、主演マキノ正美・浦路輝子、製作関西映画、1931年12月24日公開 - 監督・原作・脚本

- 『甚内俄か役人』 : 監督金森万象、原作下村悦夫、脚本吉田信三、主演市川右太衛門、製作市川右太衛門プロダクション、配給松竹キネマ、1932年8月19日公開 - 撮影
- 『風雲元禄史』 : 監督稲葉蛟児、原作・脚本赤間大作、主演市川右太衛門、製作市川右太衛門プロダクション、配給松竹キネマ、1932年11月24日公開 - 撮影
- 『幽霊刀』 : 監督志波西果、原作・脚本稲葉蛟児、主演谷崎十郎・高堂国典、製作市川右太衛門プロダクション、配給松竹キネマ、1932年公開 - 撮影
- 『足軽突撃隊』 : 監督・原作・脚本小石栄一、主演市川右太衛門、製作市川右太衛門プロダクション、配給松竹キネマ、1933年6月15日公開 - 撮影
- 『仇討土人形』 : 監督古野英治、原作・脚本赤間大作、主演市川右太衛門、製作市川右太衛門プロダクション、配給松竹キネマ、1934年2月8日公開 - 撮影

- 『大久保彦左衛門』 : 撮影中村美雄、主演実川童、製作市川右太衛門プロダクション第二部、配給松竹キネマ、1934年2月1日公開 - 監督・原作・脚本
- 『益満休之助 江戸の巻』 : 原作直木三十五、脚本西条栄、撮影松本嘉太郎、主演羅門光三郎、製作・配給極東映画、1935年4月10日公開
- 『白面の兇盗』 : 原作・脚本田仲正作、撮影松本嘉太郎、主演市川寿三郎、製作・配給極東映画、1935年5月15日公開
- 『剣聖 荒木又右衛門』[12]（『荒木又右衛門』[27]） : 原作・脚本坂間清彦、撮影大村貞夫、主演羅門光三郎、製作極東映画甲陽撮影所、配給極東映画、1935年5月30日公開[27] - 仁科熊彦・山口哲平とともに監督[12]、69分の上映用プリントをNFCが所蔵[12]・44分の上映用プリントをマツダ映画社が所蔵[28]・1991年アポロンがVHS発売
- 『瓢箪弥九郎』 : 撮影松本嘉太郎、主演羅門光三郎、製作・配給極東映画、1935年6月14日公開 - 監督・原作・脚本
- 『風雲天馬城』 : 撮影松本嘉太郎、主演市川寿三郎、製作極東映画甲陽撮影所、配給極東映画、1935年7月31日公開 - 監督・原作・脚本
- 『暁の槍騎兵』 : 原作邦方秋彦、脚本佐々木光平、撮影松本嘉太郎、主演羅門光三郎、製作・配給極東映画、1935年9月19日公開
- 『身代り勤王党』 : 原作新堀尚平、脚本陣出達男、撮影松本嘉太郎、主演市川寿三郎、製作・配給極東映画、1935年10月20日公開
- 『秀光の源太』 : 撮影松本嘉太郎、主演市川寿三郎、製作・配給極東映画、1935年12月5日公開 - 監督・原作・脚本
- 『大義の烽火』 : 撮影松本嘉太郎、主演羅門光三郎、製作・配給極東映画、1936年2月8日公開 - 監督・原作・脚本
- 『仁侠真鶴音頭』 : 原作陸直次郎、脚本板間清彦、撮影松本嘉太郎、主演羅門光三郎、製作・配給極東映画、1936年3月8日公開
- 『元和三勇士』 : 脚本社喜代子、撮影荒木慶彦、主演羅門光三郎、製作甲陽映画、配給千鳥興行、1936年7月1日公開
- 『奇傑黒鷲 前篇』 : 撮影吉田俊作、主演羅門光三郎、製作甲陽映画、配給千鳥興行、1936年8月14日公開 - 監督・「村岡学」名義で原作・脚本
- 『奇傑黒鷲 後篇』 : 撮影吉田俊作、主演羅門光三郎、製作甲陽映画、配給千鳥興行、1936年8月29日公開 - 監督・「村岡学」名義で原作・脚本
- 『どくろ大明 第一篇』 : 原作久我荘太郎、脚本真垣双葉、撮影古林耕児、主演羅門光三郎、製作甲陽映画、配給マキノトーキー製作所、1936年10月1日公開
- 『どくろ大明 第三篇』 : 原作久我荘太郎、脚本真垣双葉、撮影古林耕児、主演羅門光三郎、製作甲陽映画、配給マキノトーキー製作所、1936年10月23日公開
- 『熱血御陣河原』 : 原作伊井忠正、脚本小鍛治泰祐、撮影吉田俊作、主演天津龍太郎、製作甲陽映画、配給マキノトーキー製作所、1936年11月29日公開
- 『爆走白馬隊 前篇』 : 撮影吉田俊作、主演羅門光三郎、製作甲陽映画、配給マキノトーキー製作所、1936年12月31日公開 - 監督・原作・脚本・主題歌作詞、10分の上映用プリント（部分）をNFCが所蔵[12]
- 『爆走白馬隊 後篇』 : 撮影吉田俊作、主演羅門光三郎、製作甲陽映画、配給マキノトーキー製作所、1937年1月5日公開 - 監督・原作・脚本・主題歌作詞、34分の上映用プリントをNFCが所蔵[12]
- 『高杉晋作』 : 製作今井理輔、撮影福田三郎、主演羅門光三郎、製作今井映画製作所、配給東宝映画、1937年7月1日公開 - 監督・脚本
- 『快闘 富士の男伊達』 : 製作今井理輔、原作伊井忠正、脚本真垣双葉、撮影吉田俊作、主演羅門光三郎、製作甲陽映画・今井映画製作所、配給東宝映画、1937年7月15日公開 - 久保田富彦とともに監督
- 『怪奇 江戸川乱山』 : 製作今井理輔、撮影町井春美、主演羅門光三郎、製作今井映画製作所、配給東宝映画、1937年8月25日公開 - 監督・原作・脚本
- 『西郷南州』 : 原作秦賢助、撮影吉田俊作、主演羅門光三郎、製作今井映画製作所、配給東宝映画、1937年11月10日公開 - 監督・脚本
- 『絵本五十三次』 : 脚本小林正、撮影山崎一雄、主演森野鍛冶哉・高勢実乗、製作東宝映画京都撮影所、配給東宝映画、1938年9月7日公開

### 1940年代
- 『貝塚』[2] : 撮影瀬川順一、製作東宝映画文化映画部、1940年10月17日公開（新宿映画劇場） - 監督（下村兼史とする資料[19]は誤り[2][5][6]）
- 『山国村』 : 撮影平野好美、製作東宝映画文化映画部、1941年2月11日公開（渋谷松竹映画劇場）
- 『一億防空陣』 : 撮影眞々田潔、製作日本映画社、1942年3月7日公開（銀座劇場）
- 『砂丘』 : 製作加納竜一、撮影遠藤精一、主演大日方傳、製作東宝映画文化映画部、配給東宝映画、1942年3月18日公開（京都宝塚劇場） - 監督・川崎健史とともに脚本
- 『法隆寺』 : 撮影吉野馨治、製作日本映画社、1943年6月24日公開（白系） - 監督・構成、「中央文化賞」受賞、37分16mmフィルム版上映用プリントをNFCが所蔵[29]・ビデオ化[30]
- 『スマトラの歴史民族』 : 製作日本映画社、1944年発表
- 『波の科学』 : 製作日本映画社、1948年発表
- 『法隆寺 建築篇』 : 監修服部勝吉、製作日本映画社、1949年発表 - 監督、10分上映用プリントが現存・ビデオ化[31]
- 『法隆寺 壁画篇』 : 監修田中一松、製作日本映画社、1949年発表 - 監督、9分上映用プリントが現存・ビデオ化[32]
- 『法隆寺 佛像篇』 : 監修小林剛、製作日本映画社、1949年発表 - 監督、11分上映用プリントが現存・ビデオ化[33]
- 『新しい図書館』 : 製作日本映画社、1949年発表

### 1950年代
- 『格子なき図書館』[2]（英語: Libraries without Bars） : 製作藤本修一郎、脚本吉見泰、撮影柳恵蔵、製作日本映画社、1950年10月発表 - 監督、22分35mmフィルム版上映用プリントをNFCが所蔵[34]・2014年日本図書館協会がDVD化
- 『良寛さん』 : 1950年発表
- 『美の殿堂』[2] : 撮影竹内光雄、製作理研映画、1951年2月発表
- 『いわし』 : 製作水産通信社、配給日東商事映画社、1952年発表
- 『皇居千代田城』 : 1954年発表
- 『神技三船十段』 : 撮影白井茂・汐田三代治・杉本正二郎、主演三船久蔵、製作日本映画新社、1955年発表 - 編集、28分35mmフィルム版上映用プリントをNFCが所蔵[35]・ビデオ化[36]
- 『江戸美術』 : 1956年発表
- 『志野 陶匠荒川豊蔵』 : 製作日本映画新社、1956年発表 - 監督、「毎日映画コンクール教育文化映画賞」受賞、16分16mmフィルム版上映用プリントが現存・ビデオ化[37]
- 『離れ島』 : 製作中崎敏、脚本青戸盛幸、撮影東原潔、編集和田敏三、製作・配給新理研映画、1957年12月10日公開
- 『日本の庭園』 : 企画文化財保護委員会、製作日本映画新社、1959年発表 - 監督、20分の上映用プリントが現存・ビデオ化[38]

### 1960年代
- 『天女』 : 撮影白井茂、製作日本映画新社、1960年発表 - 監督・脚本
- 『日本の火山』 : 製作草葉卓郎、脚本山岸静馬、撮影東原潔、製作理研映画、1961年発表
- 『皇居』 : 製作衣奈多喜男、撮影山崎一雄、製作日本産業映画センター、1963年発表 - 監督・脚本
- 『日本の建築 すまいの伝統』 : 脚本加納竜一、撮影林田重男・津田秀夫、製作日本映画新社、1963年発表 - 監督・脚本、19分の上映用プリントが現存[39]
- 『京都』 : 1965年発表
- 『子豚の病気』 : 製作仙田恭二、脚本市川武之、撮影猪股幸一、製作ファースト教育映画社、1966年発表
- 『銀行の歩み』 : 撮影長瀬隆、製作明通企画、1967年発表 - 監督・脚本
- 『新しき太陽の国』 : 1969年発表

### 1970年代
- 『芭蕉』 : 製作下村プロダクション、配給ヘラルド映画、1970年10月公開 - 製作・監督・脚本・撮影
- 『桂離宮』 : 製作鈴木琢二、撮影中村富哉、製作春秋映画、1972年発表 - 監督・脚本
- 『京都御所』 : 製作鈴木琢二、撮影中村富哉、製作春秋映画、1972年発表 - 監督・脚本
- 『修学院離宮』 : 製作鈴木琢二、撮影中村富哉、製作春秋映画、1972年発表 - 監督・脚本
- 『京都の歴史と文化』 : 製作教配・下村プロダクション、1973年発表 - 製作・監督・「村岡学」名義で撮影
- 『飛鳥-その風土と文化-』 : 1977年発表

## ビブリオグラフィ
国立国会図書館蔵書等にみる論文・座談会等の書誌である。

### 書籍
- 『芭蕉 その旅と芸術』、木耳社[40]、1968年発行 NCID BN04631803

### 小説・論文等
- 『伝五左といふ男』 : 『サンデー毎日』第10巻第44号発表（未掲載）、毎日新聞社、1931年9月27日発行 - 第9回サンデー毎日大衆文芸佳作受賞
- 『製作報告 山國村と鼓笛隊』 : 『文化映画』第1巻第2号所収、映画日本社、1941年2月発行、p.76-77.
- 『製作報告 砂丘』 : 『文化映画』第1巻第7号所収、映画日本社、1941年7月発行、p.65-66.
- 『文化映画における歴史の表現 歴史の表現に就いて』 : 『文化映画』第1巻第9号所収、映画日本社、1941年9月発行、p.22-23.
- 『十分間文化映画』 : 『文化映画』第1巻第10号所収、映画日本社、1941年10月発行、p.14-23.
- 『シナリオ「砂丘」』 : 『文化映画』第2巻第3号所収、映画日本社、1942年3月発行、p.60-63.
- 『「法隆寺」撮影日記』 : 『文化映画』第3巻第1号通巻第23号所収、映画日本社、1943年1月発行、p.86-88.
- 『皇居の風景』 : 『修学旅行』第7号所収、日本修学旅行協会、1954年4月発行、p.18-19.
- グラビア「日本の住まい その4」下村健二 : 『経済往来』第15巻第4号所収、経済往来社、1963年4月発行
- 『津軽信政と赤穂浪士』 : 『人物往来歴史読本』第11巻第12号所収、人物往来社、1966年12月発行、p.142.
- 『趣味の一得』 : 『経済往来』第23巻第8号所収、経済往来社、1971年8月発行、p.267-269.